# Мала-Сочаница
Мала-Сочаница (серб. Мала Сочаница, хорв. Mala Sočanica) — населенный пункт (деревня) в общине Дервента, который принадлежит энтитету Республике Сербской, Босния и Герцеговина. По результатам югославской переписи населения 1991 года в Мала-Сочанице проживало 759 человек.

## Население
В населении деревни преобладают сербы, лиц хорватской национальности также значительное количество.
| 1991                           | - | - | - | - | - | - |
| ------------------------------ | - | - | - | - | - | - |
| 759                            | - | - | - | - | - | - |
| Гистограмма динамики населения |   |   |   |   |   |   |

### Национальный состав
1991 год:
- сербы — 407 человек (53,62 %);
- хорваты — 347 человек (45,71 %);
- югославы — 1 человек (0,13 %);
- мусульмане — 0 человек (0,00 %);
- другие — 4 человека (0,52 %).